# Chiannia
Chiannia är ett släkte av fjärilar. Chiannia ingår i familjen mätare.
Kladogram enligt Catalogue of Life:
| Chiannia | \| \| Chiannia khasiana \| \| \| \| \| \| Chiannia vagabunda \| \| \| \| \| \| Chiannia vehemens \| \| \| \| |
|          | \| \| Chiannia khasiana \| \| \| \| \| \| Chiannia vagabunda \| \| \| \| \| \| Chiannia vehemens \| \| \| \| |
|          | Chiannia khasiana                                                                                            |
|          | |
|          | Chiannia vagabunda                                                                                           |
|          | |
|          | Chiannia vehemens                                                                                            |
|          | |